# 점동도서관
점동도서관은 경기도 여주시에 있는 공공도서관이다.

## 역사
점동도서관은 2018년 2월 9일에 개관하였다. 2019년 1월 1일 기준으로 21,790권의 도서와 1,201정의 비도서를 소장중이다.

## 같이 보기
- 여주도서관
- 세종도서관